# Wervershoof

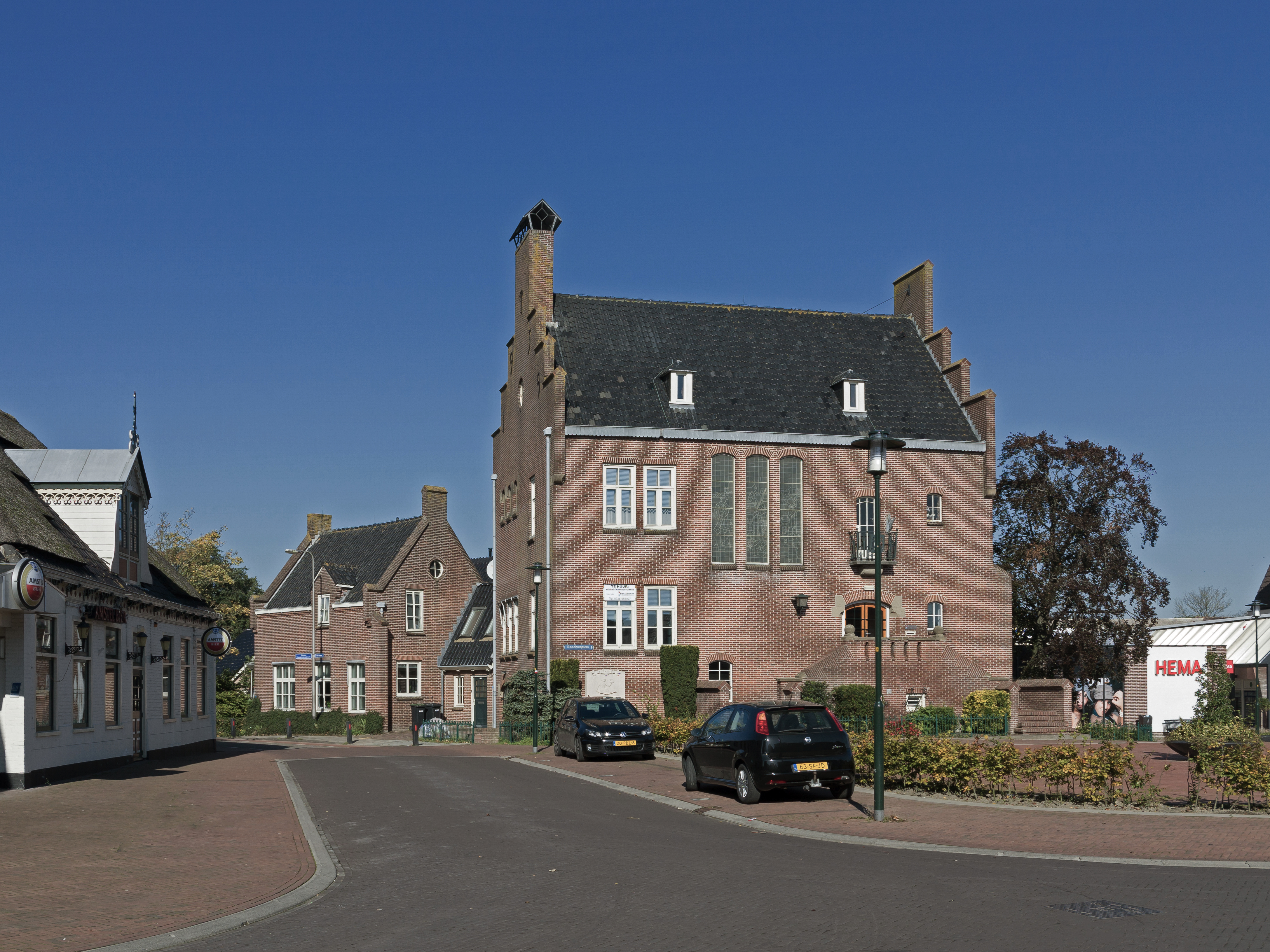
Das früheres Rathaus in Wervershoof

Wervershoof (anhörenⓘ) (westfriesisch Wurreversoôf) ist ein Ort und eine ehemalige Gemeinde in der niederländischen Provinz Nordholland. Sie liegt in West-Friesland und gehört seit 1. Januar 2011 zur Gemeinde Medemblik.

## Lage und Wirtschaft
Wervershoof liegt nur wenige Kilometer südlich von Medemblik, am IJsselmeer. Der nächste Bahnhof liegt in Hoogkarspel, in Stede Broec, fünf Kilometer nach Süden.
Das Dorf hat etwas Tourismus und Kleingewerbe, Haupterwerbsquellen sind aber der Gartenbau und die Landwirtschaft. Im Ortsteil Onderdijk ist eine alte  Schmiede als Museumswerkstatt eingerichtet. In Wervershoof selbst steht eine bemerkenswerte alte Windmühle.

## Ortsteile
Onderdijk, Wervershoof (Sitz der Gemeindeverwaltung) und Zwaagdijk-Oost.

## Geschichte
Über die Entstehung des Ortsnamens Wervershoof gibt es verschiedene Versionen. Für viele ist der Name vom Prediger Sankt Werenfridus abgeleitet.
Das Dorf war zwischen 1400 und 1800 recht klein. Die Einwohnerzahl pendelte zwischen 250 und 400. Als der Ort im Jahr 1817 eine selbstständige Gemeinde wurde, wuchs er bis 1868 auf knapp 800 Einwohner an. Nach dem Zweiten Weltkrieg stieg die Einwohnerzahl noch einmal recht stark an, weil namentlich für Pendler, die u. a. in Hoorn arbeiten, ein Neubauviertel gebaut wurde.

## Politik

### Sitzverteilung im Gemeinderat
| Partei                       | Sitze | Sitze | Sitze | Sitze |
| Partei                       | 1994  | 1998  | 2002  | 2006  |
| ---------------------------- | ----- | ----- | ----- | ----- |
| Algemene Belangen Combinatie | 3     | 2     | 3     | 3     |
| CDA                          | 4     | 2     | 3     | 2     |
| Progressief Wervershoof      | 2     | 2     | 2     | 2     |
| VVD                          | 2     | 4     | 3     | 2     |
| Zwaagdijker Dorpsbelang      | 2     | 3     | 2     | 2     |
| PvdA                         | —     | —     | —     | 2     |
| Gesamt                       | 13    | 13    | 13    | 13    |

## Geboren in Wervershoof
- Theo Koomen (1929–1984), Radio-Berichterstatter